# SIGTERM
SIGTERM bezeichnet auf POSIX-kompatiblen Plattformen ein Signal zum Terminieren von Programmprozessen. Die Konstante zu SIGTERM ist in der Header-Datei signal.h definiert. Symbolische Signal-Bezeichnungen werden verwendet, da sich die Signalnummern plattformabhängig unterscheiden können.

## Etymologie
SIG wird gewöhnlich als Vorsilbe für Signale verwendet, während TERM die Abkürzung für Terminieren ist.

## Verwendung
SIGTERM ist das Standard-Signal, das durch die Befehle kill oder killall an Prozesse gesendet werden kann. SIGTERM leitet die Terminierung eines Prozesses ein, aber anders als das SIGKILL-Signal kann es vom Prozess angenommen und anschließend wahlweise interpretiert oder ignoriert werden. Die Intention ist dabei, dass der Prozess nicht wie mit dem SIGKILL abrupt gestoppt wird, sondern die Möglichkeit hat, notwendige Aufräumarbeiten (Freigeben von Netzwerkports, Schreiben von zwischengespeicherten Daten in Dateien o. ä.) vorzunehmen.